# Bembecia apyra
Bembecia apyra is een vlinder uit de familie wespvlinders (Sesiidae), onderfamilie Sesiinae.
Bembecia apyra is voor het eerst wetenschappelijk beschreven door Le Cerf in 1937. De soort komt voor in het Palearctisch gebied.